# Kahlholz
Kahlholz (Russisch: Кальхольц) was een Duitse plaats in Oost-Pruisen, die aan het einde van de Tweede Wereldoorlog volledig verwoest werd. De plaats waar het dorp ooit lag, ligt tegenwoordig in de Russische oblast Kaliningrad op 27 kilometer zuidwestelijk van Kaliningrad. 

## Geschiedenis

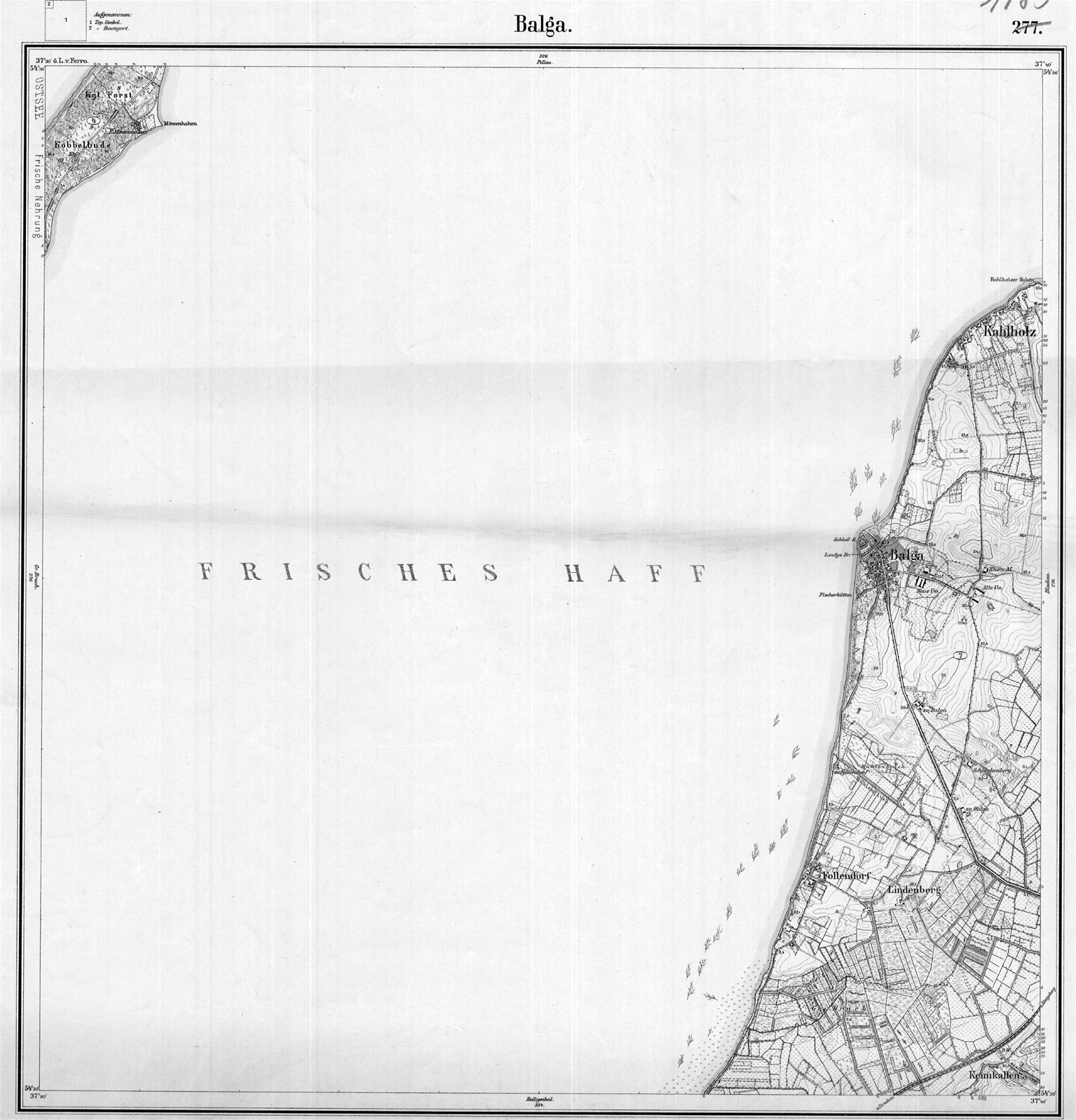
Kaart met Kahlholz erop uit 1908

Kahlholz lag direct aan het Frisches Haff. De Kahlholzer Haken markeerde het meest noordelijke punt van het dorp. Het dorp Kahlholz behoorde tot 1945 tot de Landkreis Heiligenbeil in het Regierungsbezirk Königsberg.
In maart 1945 was Kahlholz het toneel van een van de laatste Wehrmacht-bruggenhoofden in Oost-Pruisen (de Heiligenbeil-pocket). Van hieruit werden tot eind maart 1945 vluchtelingen en soldaten in boten over het Frisches Haff naar Frische Nehrung en naar Vesting Pillau  geëvacueerd. Kahlholz werd door Sovjet beschietingen en bombardementen met de grond gelijk gemaakt. Bij zonsopgang op 29 maart vertrokken de laatste Duitse verdedigers vanaf de kust in boten. Dit betekende het einde van Kahlholz's Duitse geschiedenis. 
Het is nog niet duidelijk op welk tijdstip het dorp volledig verlaten werd. Omdat het dorp werd gebruikt als testlocatie voor bombardementen nadat de Sovjet-troepen waren binnengevallen, was het tegen het einde van de oorlog feitelijk onbewoonbaar. Tegenwoordig bestaat Kahlholz niet meer. In plaats van het dorp in de oblast Kaliningrad zijn er bossen en heidevelden. Zoals alle plaatsen in de oblast Kaliningrad, kreeg ook Kahlholz een Russische naam: Lozovoje (Russisch: Лозовое). Dit was echter een tamelijk virtuele aangelegenheid in dit geval, aangezien Kahlholz niet meer bestond.

### Ontwikkeling van inwoners
| Jaar | Aantal |
| ---- | ------ |
| 1905 | 257    |
| 1910 | 217    |
| 1939 | 240    |
| 1946 | 0      |

Bestuurlijk centrum: Kaliningrad

Bagrationovsk · Baltiejsk · Goerjevsk · Goesev · Gvardejsk · Krasnoznamensk · Ladoesjkin · Lozovoje · Mamonovo · Neman · Nesterov · Ozjorsk · Pionerski · Polessk · Pravdinsk · Slavsk · Sovjetsk · Svetlogorsk · Svetly · Tsjernjachovsk · Vesjoloje · Zelenogradsk